# Джанні Мінервіні (плавець)
Джанні Мінервіні (італ. Gianni Minervini, 21 жовтня 1966) — італійський плавець.
Учасник Олімпійських Ігор 1984, 1988, 1992 років.
Призер Чемпіонату Європи з водних видів спорту 1987, 1989, 1991 років.
Призер літньої Універсіади 1985 року.